# Carlini (forskningsstation)

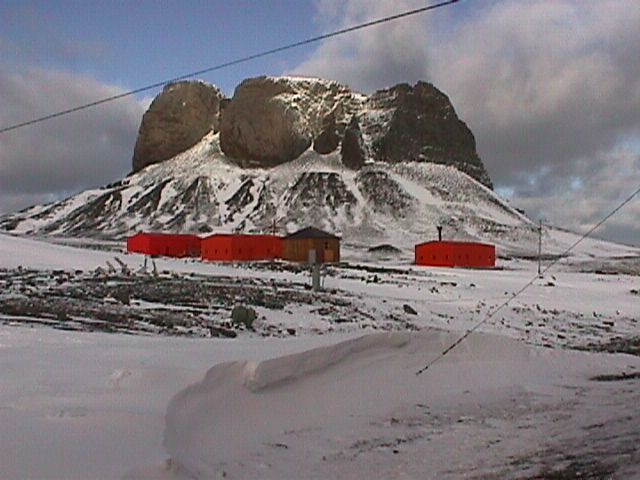
Carlini-basen, med Tres Hermanos (svenska: Tre bröder) i bakgrunden.

Carlini (tidigare Jubany) är en argentinsk permanent forskningsstation i Antarktis, anlagd 1953 på King George Island i ögruppen Sydshetlandsöarna. Den har en maximal befolkning på 60 personer. Den ligger nära andra baser från Uruguay, Chile, Korea, Ryssland, Kina och Polen, och nära en koloni på mer 16 000 pingviner och 650 sjölejon.
Den nuvarande stationen uppfördes 1982 och har en genomsnittlig vinterbemanning på 20 personer. Basen har 15 byggnader, två laboratorier och en bio. För att komma dit måste man flyga från Ushuaia till stationen Marambio och fortsätta ett par dagar med båt.